# Karaciivți, Vinkivți
Karaciivți (în ucraineană Карачіївці) este localitatea de reședință a comunei Karaciivți din raionul Vinkivți, regiunea Hmelnîțkîi, Ucraina.

## Demografie
Componența lingvistică a localității Karaciivți
     Ucraineană (99,07%)
     Alte limbi (0,93%)
Conform recensământului din 2001, majoritatea populației localității Karaciivți era vorbitoare de ucraineană (99,07%), existând în minoritate și vorbitori de alte limbi.